# Bis(allyl)nickel
Le bis(allyl)nickel est un composé organonickel (en) de formule chimique Ni(η3-C3H5)2. Il s'agit d'un complexe de coordination formé d'un cation de nickel(II) Ni2+ et de deux ligands allyliques CH2=CH−CH2−. La molécule présente un centre d'inversion. On peut l'obtenir en faisant réagir du bromure d'allylmagnésium CH2=CH–CH2MgBr avec du chlorure de nickel(II) NiCl2 anhydre. Ce complexe réagit avec le monoxyde de carbone pour donner du tétracarbonyle de nickel Ni(CO)4 et de l'1,5-hexadiène CH2=CH–CH2–CH2–CH=CH2. Il catalyse la trimérisation du butadiène CH2=CH–CH=CH2.
La réaction avec les phosphines tertiaires conduit au dérivé tetrakis. Ces réactions font intervenir l'adduit à 18 électrons.
Ni(C3H5)2 + PR3 ⟶ Ni(C3H5)2(PR3) ;
Ni(C3H5)2(PR3) ⟶ Ni(CH2=CHCH2CH2CH=CH2)(PR3) ;
Ni(CH2=CHCH2CH2CH=CH2)(PR3) + 3 PR3 ⟶ Ni(PR3)4 + CH2=CHCH2CH2CH=CH2.